# Columbus Crew
Columbus Crew er en amerikansk fodboldklub fra byen Columbus i Ohio. Klubben spiller i landets bedste liga, Major League Soccer, og har hjemmebane på stadionet Mapfre Stadium. Klubben blev grundlagt i 1994, og har spillet med i Major League Soccer siden dens grundlæggelse i 1996. Holdet har én gang, i 2008, vundet ligaen og dermed det amerikanske mesterskab.

## Titler
- Major League Soccer (1): 2008

## Kendte spillere
| - Guillermo Barros Schelotto (2007–2010) - Edson Buddle (2001–05) - Jon Busch (2002–06) - Brian Carroll (2008–10) - Jeff Cunningham (1998-04) - Thomas Dooley (1997–99) - Mark Dougherty (1998-01) - Ansil Elcock (1997-01) - Simon Elliott (2004–05) - Robin Fraser (2004–05) - Brad Friedel (1996–97) | - Fredy Garcia (2002–03) - Marcos González (2006–07) - John Harkes (2001–02) - Frankie Hejduk (2003–2010) - Ezra Hendrickson (2006–08) - Stern John (1998–99) - Doctor Khumalo (1996–97) - Mike Lapper (1997-02) - Brian Maisonneuve (1996-04) - Brian McBride (1996-04) | - Alejandro Moreno (2007–09) - Duncan Oughton (2001–2010) - Gino Padula (2008–10) - John Wilmar Pérez (2000–02) - Mario Rodriguez (2005) - Sebastián Rozental (2006) - Billy Thompson (1996-00) - Daniel Torres (2001–03) - Robert Warzycha (1996-02) - Todd Yeagley (1996-02) |

## Danske spillere
- Emil Larsen (2016)
- Malte Amundsen (2023-)

## Trænere
Samtlige trænere i Columbus Crew siden Major League Soccers start i 1996:
- Timo Liekoski (1996)
- Tom Fitzgerald (1996–01)
- Greg Andrulis (2001–05)
- Robert Warzycha (2005)
- Sigi Schmid (2006—08)
- Robert Warzycha (2009-)